# V596 Возничего
V596 Возничего (лат. V596 Aurigae) — двойная затменная переменная звезда типа W Большой Медведицы (EW) в созвездии Возничего на расстоянии приблизительно 1776 световых лет (около 545 парсеков) от Солнца. Видимая звёздная величина звезды — от +12,29m до +11,83m. Орбитальный период — около 0,3979 суток (9,5492 часов).

## Характеристики
Первый компонент — жёлтый карлик спектрального класса G. Радиус — около 1,62 солнечного, светимость — около 2,561 солнечных. Эффективная температура — около 5741 K.
Второй компонент — жёлтый карлик спектрального класса G.